# Покутська трійця
Поку́тська трі́йця — умовне об'єднання трьох українських письменників Леся Мартовича, Василя Стефаника та Марка Черемшини. Назва походить від регіону, оскільки усі троє походили з Покуття.
Назву «Покутська трійця», очевидно, отримали з легкої руки Івана Франка, оскільки саме він брав активну участь у становленні та формуванні таланту Мартовича, Стефаника та Черемшини. Завдяки постійній та тісній співпраці молоді письменники пройшли так звану Франкову школу та сформувалися під його безпосереднім впливом.
Про ознаки, які об'єднали письменників нової генерації, найкраще сказав Іван Франко: 

|  | Переважно хлопські сини походженням, соціалісти з переконання, молоді письменники, взялися малювати те життя, яке найліпше знали, — сільське життя. |

Отже, можна виділити такі ознаки, притаманні письменникам Покутської трійці:
- вік — почали творити у молодості;
- походження — родовід вели із нижніх верств суспільства;
- тематика — в основі творів лежало вкрай важке життя селян Покуття, Буковини та Галичини за часів правління Австро-Угорщини;
- жанрова своєрідність — незважаючи на традиційність тематики, Стефаник, Мартович та Черемшина (значною мірою під впливом Франка) формувалися як письменники-модерністи. Скажімо, це виявлено у новій формі зображення тематики села — створення новел, етюдів.

Таким чином, працюючи в одному напрямку, але маючи власний та оригінальний стиль, кожен із письменників — Лесь Мартович, Василь Стефаник, Марко Черемшина — зробили свій внесок як індивідуально, так і колективно в умовному об'єднанні — Покутська трійця.